# Katzenstein (Osterode am Harz)
Katzenstein ist eine Ortslage am Oberharzrand im Sösetal und ist mittlerweile mit den Nachbardörfern Lasfelde und Petershütte sowie der ehemaligen Kreisstadt Osterode am Harz zusammengewachsen, sodass es nun einen Stadtteil von Osterode bildet. Osterode liegt im Landkreis Göttingen (ehemals im Landkreis Osterode am Harz) in Südniedersachsen in Deutschland.

## Geschichte
Ab Anfang des 16. Jahrhunderts wurde an der Söse eine Eisenhütte betrieben. Durch die Arbeiter bildete sich hier eine Siedlung. Sie arbeiteten zumeist als Tagelöhner.
Katzenstein bildet mit Lasfelde und Petershütte eine städtebauliche Einheit. Unmittelbar nördlich liegt Badenhausen.
Am 1. Februar 1971 wurde Katzenstein in die Kreisstadt Osterode am Harz eingegliedert.

## Politik

### Ortsrat
Zusammen mit Lasfelde und Petershütte bildet Katzenstein einen gemeinsamen Ortsrat aus 13 Ratsfrauen und Ratsherren, der sich seit den Kommunalwahlen am 12. September 2021 wie folgt zusammensetzt (Veränderungen zu 2016):
- SPD: 8 Sitze (−1)
- CDU: 4 Sitze (−1)
- FDP: 1 Sitz (±0)